# Mikko Mäkelä (Regisseur)

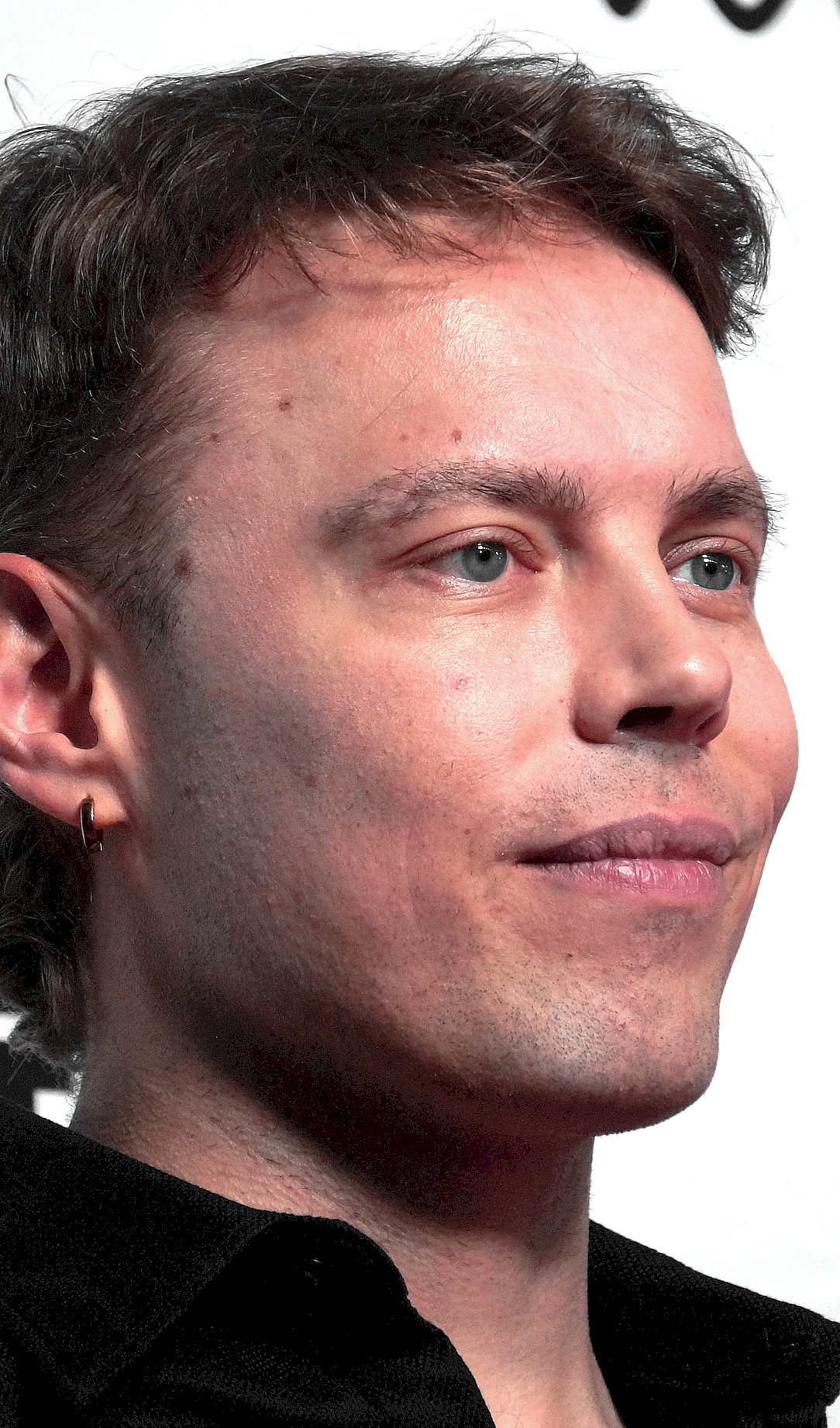
Mikko Mäkelä

Mikko Mäkelä, auch Mikko Makela, (geboren im Januar 1989 in Finnland) ist ein finnisch-britischer Regisseur und Drehbuchautor.

## Leben
Mäkelä zog aus Finnland nach Großbritannien, um an der Universität Nottingham und am University College London englische und französische Literatur zu studieren. Danach drehte er Werbefilme im Musik- und Modebereich und arbeitete als Schnittmeister für fiktionale Filme. 2018 zählte IndieWire seinen Film Die Hütte am See (A Moment in the Reeds) zu den 14 besten internationalen queeren Filmen. Der Film gewann den Jurypreis für das beste narrative Werk beim Tampa International Gay and Lesbian Film Festival. 2019 gehörte Mäkelä zu den Alumni der Berlinale Talents und nahm 2020 am Springboard-Programm der British Independent Film Awards teil. Auch als Schauspieler aktiv, trat er zuletzt in der Wiederaufnahme von Mae Wests The Drag durch das Arcola Queer Collective auf. Zudem spielte er in John Cameron Mitchells Film How to Talk to Girls at Parties.

## Werk
In seinen Filmen beleuchtet Mäkelä Randfiguren und Individuen, die mit der Gesellschaft im Konflikt stehen, besonders im Queer- und Migrantenkino. Seinen ersten Film Die Hütte am See (2017) drehte er mit einem sehr kleinen Budget. Der Film lief weltweit auf Filmfestivals wie dem BFI London Filmfestival, Göteborg Film Festival, Seattle International Film Festiva und Frameline. Er wurde für die BIFAs und den finnischen Jussi Award nominiert. 2024 feierte sein Film Sebstian seine internationale Premiere beim Sundance Film Festival.

## Filmografie
- 2017: Die Hütte am See (A Moment in the Reeds)
- 2022: Palvelus (Kurzfilm)
- 2023: Nothing Special (Kurzfilm)
- 2024: Sebastian